# Empidonomus
Empidonomus är ett fågelsläkte i familjen tyranner inom ordningen tättingar. Släktet omfattar endast två arter med utbredning i Sydamerika från Venezuela till norra Argentina och Bolivia:
- Broktyrann (E. varius)
- Svartkronad tyrann (E. aurantioatrocristatus)

Svartkronad tyrann placeras ibland som ensam art i släktet Griseotyrannus.